# عيون اسمار (أغبالو أقرار)
عيون اسمار هي إحدى مشيخات المملكة المغربية، تتبع جغرافيا لإقليم صفرو وإداريًا لأغبالو أقرار. يقدر عدد سكانها بـ 2040 نسمة حسب الإحصاء الرسمي للسكان والسكنى لسنة 2004.